# Laville-aux-Bois
Laville-aux-Bois is een gemeente in het Franse departement Haute-Marne (regio Grand Est) en telt 228 inwoners (2005). De plaats maakt deel uit van het arrondissement Chaumont.

## Geografie
De oppervlakte van Laville-aux-Bois bedraagt 13,1 km², de bevolkingsdichtheid is 17,4 inwoners per km².
De onderstaande kaart toont de ligging van Laville-aux-Bois met de belangrijkste infrastructuur en aangrenzende gemeenten.

## Demografie
Onderstaande figuur toont het verloop van het inwonertal (bron: INSEE-tellingen).